# Asiana Airlines
Asiana Airlines és la segona línia aèria de Corea del Sud.
Va ser creada el 1988 i el 2003 es va unir a la Star Alliance. Opera actualment en 77 ciutats de 17 països, incloent 15 destinacions internes a Corea. La seva flota és de 69 avions actualment.